# Boris Lelawski
Boris Nikołajewicz Lelawski, ros. Борис Николаевич Лелявский (ur. 22 lipca 1886 roku, zm. 5 listopada 1935 roku we Lwowie) – rosyjski działacz państwowy, deputowany do IV Dumy Państwowej, emigracyjny działacz prawosławny, poeta i publicysta.
Był właścicielem ziemskim w guberniach wołyńskiej, kijowskiej, kałużskiej i jekaterynosławskiej. W 1908 roku ukończył imperatorską szkołę prawa, po czym pracował w kancelarii kijowskiego, podolskiego i wołyńskiego generał-gubernatora. Od 1909 roku pełnił funkcję zasławskiego marszałka szlachty. W 1910 roku został urzędnikiem departamentu spraw ogólnych ministerstwa spraw wewnętrznych. W 1912 roku został wybrany do IV Dumy Państwowej. Początkowo działał we frakcji parlamentarnej prawych, następnie zasilił szeregi bezpartyjnych. W 1913 roku otrzymał tytuł radcy nadwornego. W tym samym roku wstąpił do Zebrania Rosyjskiego. W 1914 roku wybrano go marszałkiem szlachty guberni wołyńskiej. Od 1915 roku stał na czele urzędu ziemskiego guberni wołyńskiej. Był sekretarzem komisji parlamentarnej do spraw zreformowania policji. Opowiadał się za rozwojem prywatnej inicjatywy gospodarczej. Podczas I wojny światowej był członkiem zebrania gubernialnego do spraw gospodarczych, komitetu pomocy ludności cywilnej, oddziału wołyńskiego komitetu wielkiej księżny Tatiany Nikołajewnej do spraw pomocy tymczasowej dla ofiar wojny. Pełnił też funkcję zastępcy przewodniczącego oddziału wołyńskiego Wszechrosyjskiego Stowarzyszenia Pomocy Uchodźcom. Po rewolucji lutowej 1917 roku został komisarzem Komitetu Tymczasowego Dumy Państwowej w guberni wołyńskiej. Odmówił przyjęcia stanowiska gubernatora kijowskiego i ministra rolnictwa Hetmanatu Pawła Skoropadskiego. Przeniósł się na zachodnią Ukrainę, która weszła w skład II Rzeczypospolitej. W okresie międzywojennym zaangażował się w obronę prawosławia w Polsce. Pisał artykuły do czasopisma „Na rubieże”. W 1927 roku opublikował zbiór poetycki pt. „Nocznyje piesni w Galiczinie”. W 1930 roku wybrano go przedstawicielem na Wszechpolski Sobór Miejscowy. Następnie pełnił funkcję sekretarza generalnego Przedsoborowego Zebrania Cerkwi Prawosławnej w Polsce.